# Gare de Deûlémont (CEN)
Ne doit pas être confondu avec la gare de Deûlémont de la Société nationale des chemins de fer français (SNCF).
La gare de Deûlémont, dite aussi station du Vicinal, est une ancienne gare ferroviaire française de la ligne de tramway d'Armentières à Halluin de la Société des chemins de fer économiques du Nord (CEN), située sur le territoire de la commune de Deûlémont, dans le département du Nord en région Hauts-de-France.

## Histoire
La gare de Deûlémont est mise en service en 15 mars 1897 lors de l'ouverture de la section de Frelinghien à Halluin de la ligne de tramway à écartement métrique d'Armentières à Halluin de la société des Chemins de fer économiques du Nord.
Elle est fermée en 1935 lors de la suppression de la ligne. 

## Patrimoine ferroviaire
La gare désaffectée a été transformée en logement. C'est avec l'ancienne gare de Frelinghien et celle d'Houplines Nouvelle, le seul vestige de la ligne. 